# Xindl X

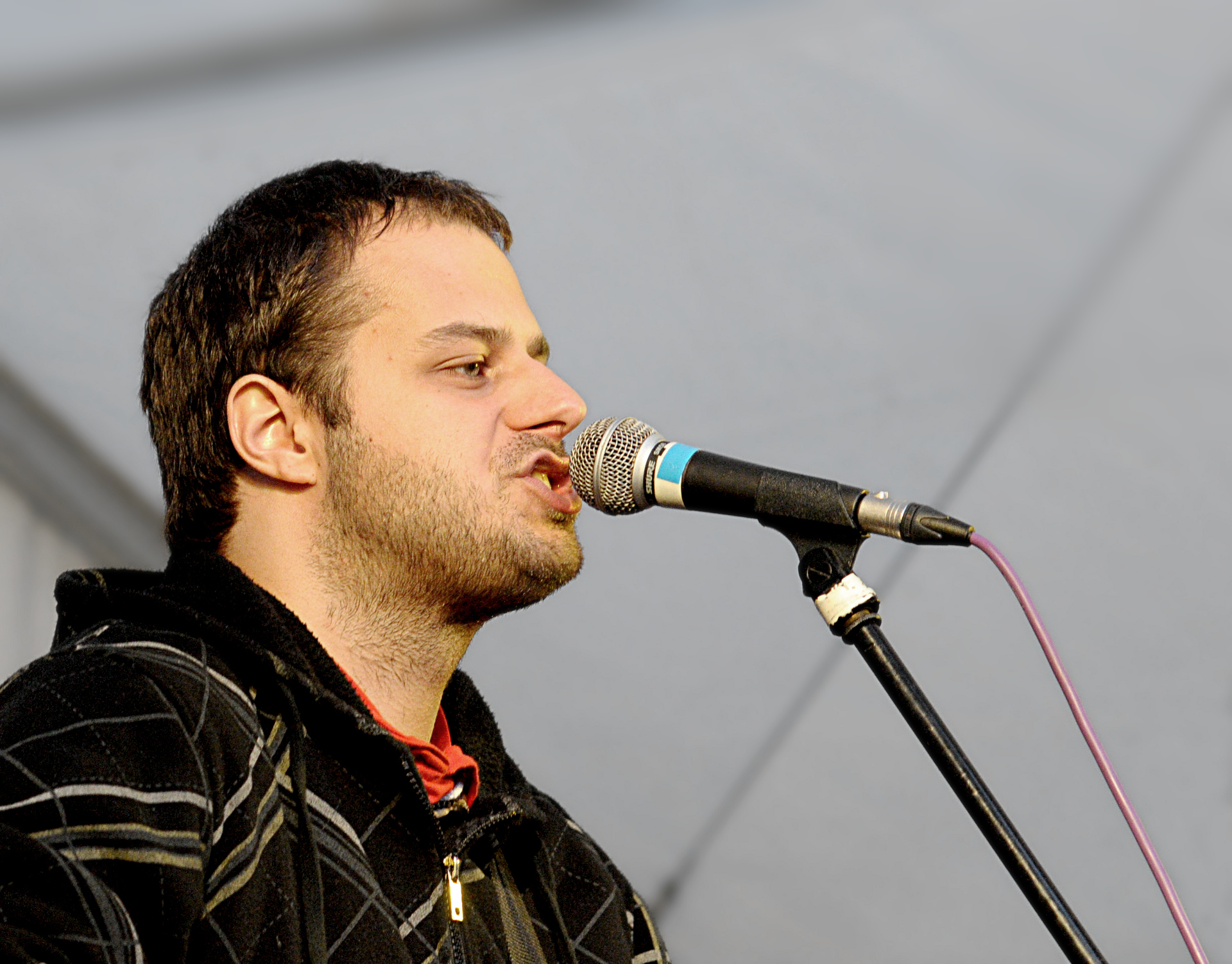
Xindl X auf einem Konzert in Opava, Schlesien (2009)

Xindl X (eigentlich: Ondřej Ládek; * 16. August 1979 in Prag) ist ein tschechischer Sänger und Songwriter. Unter seinem richtigen Namen fungiert er auch in Film- und Fernsehproduktionen als Drehbuchautor.

## Werdegang
Xindl X verdankt seinen ersten Erfolg überwiegend dem Internet; 2007 und 2008 gehörten seine Lieder Styky (dt. Kontakte) und Anděl (dt. Engel) zu den meistgespielten Liedern auf bekannten tschechischen Internetradios. Weiterhin gewann er einige Gesangswettbewerbe; so erhielt er 2008 auf dem Festival Porta den Songwriter-Preis für seinen Titel Dysgrafik.
Im September 2008 legte er sein Debütalbum Návod ke čtení manuálu vor, aus welchem das Lied Anděl von der České hudební akademie (dt. etwa Tschechischen Akademie der Musik) in der Kategorie Folk- und Countrymusik nominiert wurde. Zwei Jahre später veröffentlichte er das Album Praxe relativity (dt. etwa Praxis der Relativität).

## Stil
Xindl X vereint in seiner Musik Hip-Hop, Folk, Pop, Jazz und Blues. Seine Texte sind meistens persönlich und teilweise ironisch. Bei seinen Live-Auftritten spielt er zum Gesang meist eine Gitarre und hat für die restlichen Instrumente eine Begleitband.

## Drehbücher
Er ist Drehbuchautor der Filme Restart (für die Kurzgeschichte Upreal) und 51 kHz, beide zusammen mit dem Regisseur Julius Ševčík. Hinzu kommen diverse Talk-Shows und Seifenopern.